# V&W 1–9
Die normalspurigen Dampflokomotiven V&W 1–9 wurden von der Lokomotivfabrik Henschel in Kassel für Vering & Waechter gebaut und bei verschiedenen Bahnen der Betriebsgesellschaft verwendet. 
Sie wurden später durch stärkere Maschinen abgelöst. Fünf Lokomotiven wurden von der Deutschen Eisenbahn-Betriebsgesellschaft verwendet, diese Loks blieben bis Ende der 1950er Jahre in Betrieb. Es ist kein Fahrzeug erhalten geblieben.

## Geschichte und Einsatz
Die Lokomotivfabrik Henschel in Kassel lieferte 1894/1895 für Vering & Waechter insgesamt neun baugleiche Lokomotiven mit etwa 20 t Dienstmasse und 120 PS Leistung als Erstausstattung für die Münstertalbahn, Kandertalbahn, Kleinbahn Voldagsen-Duingen-Delligsen und Dessau-Wörlitzer Eisenbahn. Die Lokomotiven konnten zu guten Konditionen erworben werden. Sie sind ähnlich dem Henschel Typ Riebeck, besitzen aber unterschiedliche Abmaße zu diesen Maschinen.
Die kleinen Lokomotiven waren dem Verkehrsanstieg schon bald nicht mehr gewachsen. Da sie vorrangig auf Ausflugsbahnen verkehrten, stellte die Rauchbelästigung ein Problem dar. Die Versuche zur Minderung der Rauchbelästigung hatten jedoch keinen Erfolg und wurden eingestellt. Aus diesen Gründen sollten die die Lokomotiven schon bald nach dem Ersten Weltkrieg ersetzt werden.

### Dessau–Wörlitzer Eisenbahn-Gesellschaft
Die Lokomotiven mit den Fabriknummern 3997 bis 3999 kamen 1894 zur Dessau–Wörlitzer Eisenbahn-Gesellschaft. Eine der beiden führte dort den Eröffnungszug, der lediglich aus drei Wagen bestand. Die Maschinen brachten es im Geschäftsjahr 1894/1895 auf eine Laufleistung von je 63.040 km.
Die Lokomotiven wurden bald von stärkeren Lokomotiven des Typs Henschel Preußen oder der Preußischen T 3 abgelöst. Zu einem geplanten Verkauf nach dem Ersten Weltkrieg kam es nicht. 1923 wurde die erste Lok ausgemustert, bis 1936 waren alle außer Dienst gestellt.

### Deutsche-Eisenbahn-Betriebs-Gesellschaft
Bei den Lokomotiven der Deutsche-Eisenbahn-Betriebs-Gesellschaft machte sich bald die geringe Leistung negativ bemerkbar, sodass der Verkauf der Fahrzeuge angestrebt wurde. Dies gelang mit der auf der Bahnstrecke Voldagsen–Delligsen eingesetzten VDD 1, die 1911/12 an eine Bergwerksgesellschaft verkauft wurde.
Die anderen Maschinen wurden von der DEBG übernommen und trugen dort die Bezeichnungen 1 bis 5. Die ehemalige Lok KMS 1 schied 1939 aus dem Betrieb aus. Die ehemaligen Lokomotiven VDD 2 und KMS 2 wurden in den 1920er Jahren an die  Lokalbahn Rhein–Ettenheimmünster vermietet und waren bis Mitte der 1950er Jahre im Einsatz. Dann wurden sie ausgemustert und verschrottet.
Die beiden Lokomotiven der Kandertalbahn wurden ab den 1930er Jahren an die Münstertalbahn abgegeben, wo sie bis in die 1950er Jahre Verwendung fanden. Am längsten vorhanden war die ehemalige HK 1, die erst im Oktober 1959 ausgemustert wurde.

## Technik
Die Lokomotiven besaßen einen Innenrahmen mit in den Rahmenwangen eingenietetem Wasserkasten. Beidseitig vom Kessel war rechts ein kleinerer äußerer Wasserkasten und links vor dem Führerhaus ein Kohlenkasten für 0,7 t Kohle. Der eiserne Kessel besaß eine kupferne Feuerbüchse. Die schmiedeeisernen Speichenräder waren oberhalb des Umlaufes mit Blattfedern abgefedert. Die Lokomotiven besaßen einen relativ langen und schmalen Schornstein. 
Die Allan-Steuerung besaß Flachschieber schräg auf den Dampfzylindern. Vor dem Führerhaus lag das Sicherheitsventil der Bauart Ramsbotton sowie ein zylinderförmiger Sandkasten mit einem Sandfallrohr vor dem hinteren Antriebsrad. Weiterhin waren vorhanden ein Dampfdom, ein Läutewerk der Bauart Latowski auf dem Führerhaus und eine reguläre Zug- und Stoßeinrichtung. Ursprünglich besaßen die Lokomotiven eine Saugluftbremse Bauart Körting und eine Handbremse, nach dem Ersten Weltkrieg erfolgte die Umrüstung auf Druckluftbremse. Die großen Laternen der Petroleumbeleuchtung wurden um 1939 auf elektrische Beleuchtung mit Turbogenerator umgebaut.